# Medalla del Servei Distingit als Guardacostes
La Medalla del Servei Distingit als Guarda Costes (anglès: Coast Guard Distinguished Service Medal) és una condecoració dels Guarda Costa dels Estats Units d'Amèrica, creada mitjançant una acta del Congrés (Llei 207, 81a del Congrés) el 4 d'agost de 1949. Abans d'aquesta data, els membres del Cos de Guarda Costa podien rebre la Medalla del Servei Distingit a la Marina.
És atorgada a oficials i tropa dels Guarda Costa que es distingeixen per l'excepcional servei meritori al govern en un lloc de gran responsabilitat. Pot ser atorgades tant per accions de combat o fora de combat. Habitualment és atorgada als oficials superiors, com el Comandant dels Guarda Costa. El primer a rebre-la va ser l'Almirall Alfred C. Richmond el 1961. El primer no-oficial en rebre-la va ser el Contramestre Major Rick Trent el 1998.
Se situa entre la Medalla del Servei Distingit en la Seguretat de la Pàtria i l'Estrella de Plata; i és equivalent a les Medalles dels Serveis Distingits a l'Exèrcit, de la Marina i els Marines, i de la Força Aèria.
Les concessions posteriors s'indiquen mitjançant estrelles d'or.

## Disseny
Al centre d'un disc daurat hi apareix el cúter Massachusetts a tota vela en un mar tranquil. Al voltant, en un anell exterior, apareix la inscripció "U.S. COAST GUARD" (Guarda Costa dels Estats Units) a la meitat superior i "DISTINGUISHED SERVICE" (Servei Distingit) a la inferior. Al revers apareix l'escut dels Guarda Costa i, a la meitat inferior, hi ha un espai per gravar el nom del receptor.
Penja d'una cinta blava, amb una franja morada a les puntes. Entremig hi ha una barra blanca.